# Newtown (comté de Delaware, Pennsylvanie)
Pour les articles homonymes, voir Newtown.
Newtown est un township du comté de Delaware dans le Commonwealth de Pennsylvanie, aux États-Unis.
On y trouve le siège d'entreprises telles que SAP America ou USA 3000 Airlines.